# Veganuár
A Veganuár egy éves kihívás, amelyet egy magyar nonprofit szervezet működtet. A Veganuár™ kihívás arra ösztönzi az embereket, hogy próbálják ki a vegán életmódot legalább egy hónapra. A nemzetközi Veganuary által inspirált mozgalom magyar változata 2020-ban debütált Magyarországon. Az indulás óta minden évben egyre többen csatlakoznak a kihíváshoz. 2025-ben 44.535 ember iratkozott fel a Veganuár™ kampányra.

## Története
Az alapító, Vida Raul 2020 januárjában indította el az első hivatalos magyar Veganuár™ eseményt a Prove online vegán magazin és a mögötte lévő Empátia Sztori nevű nonprofit szervezet támogatásával. A 2020-as kampányban 10.679 feliratkozó vett részt.  A feliratkozók száma 2025-ben már átlépte a 44.000-et, az összesített résztvevők száma pedig a 162.000-et.
A Veganuár elnevezés a "vegán" és a "január" szavak összevonásából jött létre.

## Program
Az Empátia Sztori Nonprofit Kft. és a Veganuár™ támogatói által megvalósított Veganuár™ kampány célja, hogy minden januárban arra ösztönözze a résztvevőket, hogy próbálják ki a vegán étkezést és életmódot egy hónapra.
A résztvevők ingyenesen iratkozhatnak fel a Veganuár™ hivatalos honlapján. Ezt követően naponta kapnak egy emailt hasznos információkkal és támogató anyagokkal, mint például mintaétrendek, útmutatók, érdekes filmek, konyhatippek és több száz recept. A program nemcsak a vegán táplálkozásra és az azzal járó egészségügyi előnyökre fókuszál, hanem a vegán életmód további aspektusait is bemutatja, például az etikai és a fenntarthatósági okokat.
A résztvevők csatlakozhatnak egy támogató közösséghez is, ahol megoszthatják tapasztalataikat és kérdezhetnek egymástól. A Veganuár™ kihívás támogató csoportja 2025-ben már több mint 29.000 főből állt.

## Hatás
Számos nagyvállalat, például a Lidl, a Fino Vegajó, a LUSH, a Munch, a Dr. Oetker, a Herbaház, a dm-drogerie markt, az Abso, az Oatly, az ABB és sokan mások csatlakoztak már a Veganuár™ kezdeményezéshez.
A 2020-as indulás óta ismert nagykövetek is támogatták a Veganuár™ eseményt; Jordán Adél, Kovács Panka, Puskás-Dallos Péter, Steiner Kristóf, Karalyos Gábor, Rimóczi Zsófia, Árvai Nóra, Dr. Szabó Zoltán, Mátrai Patrik, Kovács-Varga Krisztina, Király Lina, Király Eszti, Garami Gábor, Fancsikai Eszter, Jakab Viktor és Antal Éva.
A 2025-ös felmérés alapján a válaszadók 51,6%-a szigorúan betartotta a vegán elveket a Veganuár™ ideje alatt. A kezdeményezés hatására a válaszadók 73,2%-a vallotta azt, hogy valószínűleg, vagy egészen biztosan folytatja a vegán életmódot január után is az egészségük megőrzése, javulása miatt. Az első Veganuár™ évek során azonban még sokkal inkább az állatjogi okok domináltak a vegán életmódot folytatni kívánó résztvevők között.
A 2025-ös kampány becslései szerint, melyhez a szervezők a FAOSTAT adatbázisát és adatait használták, a Veganuár™ ideje alatt körülbelül minimum:
- 910 ezerrel kevesebb állatot kellett levágni a kereslet csökkenés miatt;
- 1,1 milliárd liter vizet spóroltak meg azzal, hogy nem támogatták az állattenyésztést;
- 1,8 millió kg-mal kevesebb szén-dioxiddal (CO²) terhelték a bolygót;
- 2,3 millió m²-rel kevesebb földterületre volt szükség az ételek előállításához.[2]

## Résztvevők
A Veganuár™ résztvevőinek száma évről évre növekszik:
- 2020 – 10.679 résztvevő[12]
- 2021 – 22.372 résztvevő[13]
- 2022 – 26.708 résztvevő[14]
- 2023 – 27.214 résztvevő[15]
- 2024 – 31.355 résztvevő[16]
- 2025 – 44.535 résztvevő[2]

A 2025-ös kampány adatai alapján a megkérdezettek 40,2%-a kevés állati eredetű ételt fogyasztott, 24%-a rendszeres húfogyasztó volt és 23,9%-a vegetáriánus étrendet követett, amikor csatlakozott a kampányba.
A felmérés szerint az utóbbi években az elsődleges tényező a programban való részvételre az egészségi állapot javítása volt. Ezt követte szorosan az állatvédelmi/etikai érv, majd egy kicsit lemaradva a bolygó megóvása iránti szándék.

## Védjegy
A Veganuár™ márkanév és logó védjegyoltalom alatt áll, és használata licencköteles.